# امینس پنجمین (سود-ایست) کانتون
امینس پنجمین (سود-ایست) کانتون (به فرانسوی: Amiens 5th (Sud-Est) Canton) یک سکونتگاه مسکونی در فرانسه است که در Arrondissement of Amiens واقع شده‌است.